# Magna
Magna és una concentració de població designada pel cens dels Estats Units a l'estat de Utah. Segons el cens del 2000 tenia 22.770 habitants.

## Demografia
Segons el cens del 2000, Magna tenia 22.770 habitants, 6.562 habitatges, i 5.446 famílies. La densitat de població era de 1.183,2 habitants per km².
Dels 6.562 habitatges en un 51,9% hi vivien nens de menys de 18 anys, en un 65,9% hi vivien parelles casades, en un 11,4% dones solteres, i en un 17% no eren unitats familiars. En el 13,1% dels habitatges hi vivien persones soles el 4,8% de les quals corresponia a persones de 65 anys o més que vivien soles. El nombre mitjà de persones vivint en cada habitatge era de 3,46 i el nombre mitjà de persones que vivien en cada família era de 3,77.
Per edats la població es repartia de la següent manera: un 36,2% tenia menys de 18 anys, un 12,3% entre 18 i 24, un 31,2% entre 25 i 44, un 14,3% de 45 a 60 i un 6% 65 anys o més.
L'edat mediana era de 26 anys. Per cada 100 dones de 18 o més anys hi havia 100 homes.
La renda mediana per habitatge era de 42.845 $ i la renda mediana per família de 45.632 $. Els homes tenien una renda mediana de 32.071 $ mentre que les dones 22.277 $. La renda per capita de la població era de 14.355 $. Entorn del 5,7% de les famílies i el 7,6% de la població estaven per davall del llindar de pobresa.

## Poblacions més properes
El següent diagrama mostra les poblacions més properes.